# 컨저링: 마지막 의식
《컨저링: 마지막 의식》(영어: The Conjuring: Last Rites)은 2025년 개봉 예정인 미국의 초자연 공포 영화이다. 마이클 차베스가 감독을 맡았으며, 영화 《컨저링》 시리즈의 네 번째 작품이자 컨저링 유니버스의 아홉 번째 작품이다.

## 출연
- 베라 파미가 - 로레인 워런
- 패트릭 윌슨 - 에드 워런
- 미아 톰린슨 - 주디 워런
- 벤 하디 - 토니 스페라
- 스티브 콜터 - 고든 신부
- 리베카 콜더
- 엘리엇 카원
- 킬라 로드 캐시디
- 보 개즈던
- 존 브라더턴
- 섀넌 쿡